# Serie C1 1996/1997
Soutěžní ročník Serie C1 1996/97 byl 19. ročník třetí nejvyšší italské fotbalové ligy. Soutěž začala 1. září 1996 a skončila 15. června 1997. Účastnilo se jí celkem 36 týmů rozdělené do dvou skupin po 18 klubech. Z každé skupiny postoupil vítěz přímo do druhé ligy, druhý postupující se probojoval přes play off.

## Skupina A
| Poř. | Tým                            | Z  | V  | R  | P  | VG | OG | B  |
| ---- | ------------------------------ | -- | -- | -- | -- | -- | -- | -- |
| 1.   | Treviso FBC                    | 34 | 16 | 12 | 6  | 47 | 29 | 60 |
| 2.   | US Brescello                   | 34 | 17 | 8  | 9  | 45 | 32 | 59 |
| 3.   | AC Carpi                       | 34 | 15 | 10 | 9  | 42 | 26 | 55 |
| 4.   | Saronno FBC                    | 34 | 13 | 16 | 5  | 39 | 29 | 55 |
| 5.   | Calcio Monza                   | 34 | 13 | 15 | 6  | 32 | 23 | 54 |
| 6.   | AC Prato                       | 34 | 15 | 9  | 10 | 31 | 30 | 54 |
| 7.   | Carrarese Calcio 1908          | 34 | 10 | 16 | 8  | 27 | 23 | 46 |
| 8.   | US Alessandria Calcio          | 34 | 11 | 13 | 10 | 36 | 31 | 46 |
| 9.   | AC Siena                       | 34 | 10 | 14 | 10 | 35 | 30 | 44 |
| 10.  | Montevarchi Calcio Aquila 1902 | 34 | 9  | 17 | 8  | 33 | 35 | 44 |
| 11.  | Como Calcio                    | 34 | 9  | 16 | 9  | 32 | 32 | 43 |
| 12.  | US Fiorenzuola 1922 SS         | 34 | 9  | 15 | 10 | 32 | 38 | 42 |
| 13.  | Modena FC 1                    | 34 | 8  | 17 | 9  | 31 | 28 | 37 |
| 14.  | AC Pistoiese                   | 34 | 7  | 13 | 14 | 20 | 31 | 34 |
| 15.  | SPAL                           | 34 | 7  | 12 | 15 | 27 | 47 | 33 |
| 16.  | Alzano 1909 Virescit FC        | 34 | 6  | 14 | 14 | 26 | 36 | 32 |
| 17.  | Novara Calcio                  | 34 | 5  | 16 | 13 | 24 | 37 | 31 |
| 18.  | Spezia Calcio                  | 34 | 4  | 11 | 19 | 17 | 41 | 23 |

Poznámky
- Z = Odehrané zápasy; V = Vítězství; R = Remízy; P = Prohry; VG = Vstřelené góly; OG = Obdržené góly; B = Body
- za výhru 3 body, za remízu 1 bod, za prohru 0 bodů.
- 1  Modena FC byly odečteny 4 body za nesrovnalosti.

|  | Přímý postup do Serie B 1997/98  |
|  | Play off                         |
|  | Play out                         |
|  | Přímý sestup do Serie C2 1997/98 |

### Play off
Boj o postupující místo do Serie B.

#### Semifinále
Calcio Monza – US Brescello 2:1, 1:0
Saronno FBC – AC Carpi 1:0, 0:3

#### Finále
AC Carpi – Calcio Monza 2:3
Postup do Serie B 1997/98 vyhrál tým Calcio Monza.

### Play out
Boj o udržení v Serie C1.
Novara Calcio – AC Pistoiese 0:0, 1:1
Alzano 1909 Virescit FC – SPAL 0:0, 2:1
Sestup do Serie C2 1997/98 měli kluby Novara Calcio a SPAL.

## Skupina B
| Poř. | Tým                  | Z  | V  | R  | P  | VG | OG | B  |
| ---- | -------------------- | -- | -- | -- | -- | -- | -- | -- |
| 1.   | AS Fidelis Andria    | 34 | 17 | 13 | 4  | 42 | 16 | 64 |
| 2.   | Ancona Calcio        | 34 | 14 | 15 | 5  | 38 | 29 | 57 |
| 3.   | AC Savoia 1908       | 34 | 13 | 13 | 8  | 39 | 23 | 52 |
| 4.   | SS Atletico Catania  | 34 | 11 | 16 | 7  | 23 | 15 | 49 |
| 5.   | Giulianova Calcio    | 34 | 12 | 13 | 9  | 36 | 34 | 49 |
| 6.   | AS Acireale          | 34 | 10 | 15 | 9  | 19 | 20 | 45 |
| 7.   | Casarano Calcio      | 34 | 10 | 13 | 11 | 29 | 37 | 43 |
| 8.   | Ascoli Calcio 1898   | 34 | 10 | 13 | 11 | 38 | 41 | 43 |
| 9.   | AS Ischia Isolaverde | 34 | 10 | 13 | 11 | 21 | 26 | 43 |
| 10.  | AS Lodigiani         | 34 | 10 | 12 | 12 | 38 | 37 | 42 |
| 11.  | AC Juve Stabia       | 34 | 10 | 12 | 12 | 24 | 21 | 42 |
| 12.  | US Avellino          | 34 | 10 | 12 | 12 | 27 | 29 | 42 |
| 13.  | SS Gualdo            | 34 | 8  | 17 | 9  | 30 | 28 | 41 |
| 14.  | US Nocerina          | 34 | 10 | 11 | 13 | 31 | 31 | 41 |
| 15.  | Fermana Calcio       | 34 | 9  | 14 | 11 | 30 | 31 | 41 |
| 16.  | Trapani Calcio       | 34 | 11 | 8  | 15 | 26 | 41 | 41 |
| 17.  | AS Sora              | 34 | 9  | 11 | 14 | 23 | 36 | 38 |
| 18.  | Avezzano Calcio      | 34 | 6  | 11 | 17 | 18 | 37 | 29 |

ASD Real SM Hyria Nola|SS Nola
Poznámky
- Z = Odehrané zápasy; V = Vítězství; R = Remízy; P = Prohry; VG = Vstřelené góly; OG = Obdržené góly; B = Body
- za výhru 3 body, za remízu 1 bod, za prohru 0 bodů.

|  | Přímý postup do Serie B 1997/98  |
|  | Play off                         |
|  | Play out                         |
|  | Přímý sestup do Serie C2 1997/98 |

### Play off
Boj o postupující místo do Serie B.

#### Semifinále
Giulianova Calcio – Ancona Calcio 1:1, 1:2
SS Atletico Catania – AC Savoia 1908 0:0, 0:1

#### Finále
Ancona Calcio – AC Savoia 1908 1:0
Postup do Serie B 1997/98 vyhrál tým Ancona Calcio.

### Play out
Boj o udržení v Serie C1.
AS Sora – US Nocerina 2:1, 1:2
Trapani Calcio – Fermana Calcio 0:0, 1:1
Sestup do Serie C2 1997/98 měli kluby AS Sora a Trapani Calcio.